# Neosisyphus fortuitus
Neosisyphus fortuitus är en skalbaggsart som beskrevs av Louis Albert Péringuey 1901. Neosisyphus fortuitus ingår i släktet Neosisyphus och familjen bladhorningar. Inga underarter finns listade i Catalogue of Life.